# Progressive Corporation
The Progressive Corporation er et amerikansk forsikringsselskab. De tilbyder generelle forsikringsprodukter og står stærkt på markedet for bilforsikring og forsikring af andre køretøjer.
Virksomheden blev etableret i 1937 af Joseph Lewis og Jack Green som Progressive Insurance Company.